# RFIC
RFIC(radio-frequency integrated circuit, 무선 주파수 집적 회로)는 무선 전송에 적합한 주파수 범위에서 작동하는 전기 집적 회로이다. RFIC 응용에는 레이더와 통신이 포함된다.
가능한 한 많은 무선 송수신기를 단일 기술로 전환함으로써 보다 일반적인 시스템 온 패키지가 아닌 시스템 온 칩 솔루션을 허용하는 비용 이점으로 인해 RFIC 연구에 상당한 관심이 있다. 이러한 관심은 전자 제품에 무선 기능이 널리 보급되면서 더욱 강화되었다. 현재 연구는 MOSFET 또는 SiGe HBT를 사용하여 RF CMOS 혼합 신호 집적 회로 칩에 RF 전력 증폭기(PA)를 CMOS 기술과 통합하는 데 중점을 두고 있다.

## 같이 보기
- RF 모듈
- RFID